# Смирнова, Светлана Константиновна
Светла́на Константи́новна Смирно́ва (урожд. Ло́жкина; род. 4 декабря 1962, д. Заречная Медла Дебёсского района, Удмуртская АССР, СССР) — председатель Совета Ассамблеи народов России, Первый Заместитель Генерального секретаря — Руководитель Генерального секретариата Международного союза неправительственных организаций «Ассамблея Народов Мира». Депутат Государственной Думы III и IV созывов.

## Биография
Смирнова Светлана Константиновна родилась 4 декабря 1962 года в деревне Заречная Медла Дебесского района Удмуртской АССР, в крестьянской семье. Семья состояла из мамы, бабушки, тёти и троих её сыновей. С детства помогала взрослым, работала в колхозе. С отличием окончив школу (с одной четвёркой по географии), поступила в Ижевский сельскохозяйственный институт.
В 1985 году с отличием закончив институт, в течение шести лет работала секретарем комитета ВЛКСМ Ижевского сельскохозяйственного института. В 1993 году защитила кандидатскую диссертацию, получила ученую степень кандидата сельскохозяйственных наук. В 1995 году окончила Академию народного хозяйства.
В 1991—1994 годах являлась заместителем председателя Государственного комитета Удмуртии по молодёжной политике.
С 1994 года по апрель 1999 года возглавляла Комитет по делам национальностей при Правительстве Удмуртской Республики.
4 апреля 1999 года была избрана депутатом Государственного Совета Удмуртской Республики, заместителем Председателя Государственного совета Удмуртской Республики.
19 декабря того же года избрана депутатом Государственной Думы Российской Федерации третьего созыва по Удмуртскому избирательному округу № 29 (набрала 64,31 % голосов избирателей). 11 января 2000 года на учредительном собрании была избрана одним из восьми заместителей председателя группы «Народный депутат» Народная партия Российской Федерации#Депутатская группа Народный Депутат
Была избрана заместителем Председателя Комитета по делам национальностей, затем заместителем председателя Комитета по делам Федерации и региональной политике (межбюджетные отношения).
В 2003 году защитила докторскую диссертацию на тему «Этнополитическое развитие Удмуртии в контексте современных трансформационных процессов в Российской Федерации», получив учёную степень доктора политических наук.
В декабре 2003 года второй раз избрана депутатом Государственной Думы Федерального Собрания Российской Федерации по Удмуртскому избирательному округу № 30 (набрала 67 % голосов избирателей), Член Комитета Комитета Государственной Думы по делам Федерации и региональной политике, председатель подкомитета по финансово-экономическим основам федеративных отношений .
С 2000 по 2007 годы была:
- заместителем председателя Центральной ревизионной комиссии партии «Единая Россия»
- членом Комиссии Государственной Думы по мандатным вопросам и вопросам депутатской этики;
- членом рабочей (трехсторонней) группы по совершенствованию межбюджетных отношений в Российской Федерации
- членом постоянной делегации ФС РФ в Парламентской ассамблее Совета Европы (ПАСЕ): заместитель председателя комиссии по равенству возможностей женщин и мужчин; член комиссии по окружающей среде, сельскому хозяйству, местным и региональным вопросам; член комиссии по социальным вопросам, здравоохранению и семье;
- координатором депутатской группы по связям с Парламентом Эстонской Республики
- заместителем координатора депутатских групп по связям с Парламентами Венгерской Республики, Финляндской Республики, Парламентами Австралии и Новой Зеландии
- членом Научного совета по проблемам национальной политики ООН РАН
- членом Общественного Совета по развитию институтов гражданского общества в Приволжском федеральном округе
- основателем и Президентом АНО «Институт стратегии развития региона» (Удмуртская Республика).

С 20 сентября 2010 года работала руководителем общественной приемной Президента России в Удмуртской Республике.
С 1998 года являлась первым заместителем председателя Ассамблеи народов России.
Смирнова С. К. также принимала личное активное участие в создании и становлении Общероссийского общественного движения "Молодежная Ассамблея народов России «МЫ — РОССИЯНЕ», открывая её региональные отделения. В настоящее время это одна из крупнейших молодёжных организаций России.
С 17 октября 2014 года работала Постоянным представителем Главы Удмуртской Республики при Президенте Российской Федерации — заместителем Председателя Правительства Удмуртской Республики.
С 2013 года по настоящее время — Председатель Совета Ассамблеи народов России.
Смирновой С. К. принадлежит идея проведения Всероссийского конкурса лидеров некоммерческих организаций и общественных объединений, реализующих проекты в сфере государственной национальной политики Российской Федерации. Конкурс проводится с 2015 года ежегодно в рамках Всероссийского форума национального единства в г. Перми.
В 2013 году выступила с инициативой создания Ассамблеи народов Евразии, Первый Съезд которого состоялся 27-29 мая 2017 года в Москве с участием представителей 66 стран континента.
На учредительном собрании Ассамблеи народов Евразии 27 мая 2017 года избрана Первым заместителем Генерального секретаря — Руководителем Генерального секретариата Международного союза неправительственных организаций «Ассамблея народов Евразии».
Была доверенным лицом кандидата в Президенты Российской Федерации В. В. Путина в выборной кампании 2018 года. В 2024 году была доверенным лицом кандидата в президенты России Владимира Путина. 1 марта на дебатах не смогла ответить на вопрос представителя КПРФ Николая Бондаренко, представлявшего Николая Харитонова — привести в пример «хоть один закон», которым она гордится.
Является автором и редактором научных публикаций, посвященных вопросам евразийской интеграции, роли институтов гражданского общества в гармонизации межкультурных и межэтнических отношений, роли народной дипломатии в евразийской интеграции, молодёжной политике, межэтническим и этно-государственным отношениям.
Имеет большой опыт в реализации проектов в сфере гуманитарного сотрудничества, межэтнического и межкультурного диалога, народной дипломатии и евразийской интеграции.

## Семья
Замужем. Муж — Смирнов Владимир Владимирович. Сын — Антон (1988—2012).

## Награды
- Орден Дружбы[11]
- Медаль ордена «За заслуги перед Отечеством» II степени (27 декабря 2004 года) — за активное участие в законотворческой деятельности и многолетнюю плодотворную работу[12]
- Медаль «В память 1000-летия Казани»
- Медаль «В память 200-летия Минюста России»
- Нагрудный знак «200 лет МВД России»
- Юбилейный знак «10 лет Государственной Думе Федерального Собрания Российской Федерации»
- Юбилейная медаль «400 лет городу Томску»
- Медаль «За заслуги» Волжского казачьего войска
- Орден «За заслуги»